# Rhyncomya indica
Rhyncomya indica är en tvåvingeart som först beskrevs av Camillo Rondani 1875.  Rhyncomya indica ingår i släktet Rhyncomya och familjen spyflugor. Inga underarter finns listade i Catalogue of Life.